# اللقة
اللُّقَّة ( (بالمالطية: Ħal Luqa)‏، وتعني الحور) هي بلدة تقع في المنطقة الجنوبية لمالطا ، على بعد 4.3 كم من عاصمة مالطا فالتة، بالقرب من مطار مالطا الدولي. وهي بلدة قديمة ذات كثافة سكانية كبيرة، وهي نموذجية لجزر مالطة. يبلغ عدد سكان لوقا 5,945 نسمة اعتبارًا من مارس 2014. هناك كنيسة في ساحتها الرئيسية مخصصة لسانت أندرو . يتم الاحتفال بالعيد التقليدي للقديس أندرو في الأحد الأول من يوليو، مع الاحتفال بالعيد الليتورجي في 30 نوفمبر.
كان صانع الساعات والمخترع الشهير مايكل أنجلو سابيانو ( 1826-1912 ) يعيش في بلدة اللُّقَّة. بنى أنواعًا مختلفة من الساعات، وكانت الساعة في جرس كنيسة الرعية واحدة من أعماله العديدة. يقع منزله في شارع Pawlu Magri.

## التاريخ

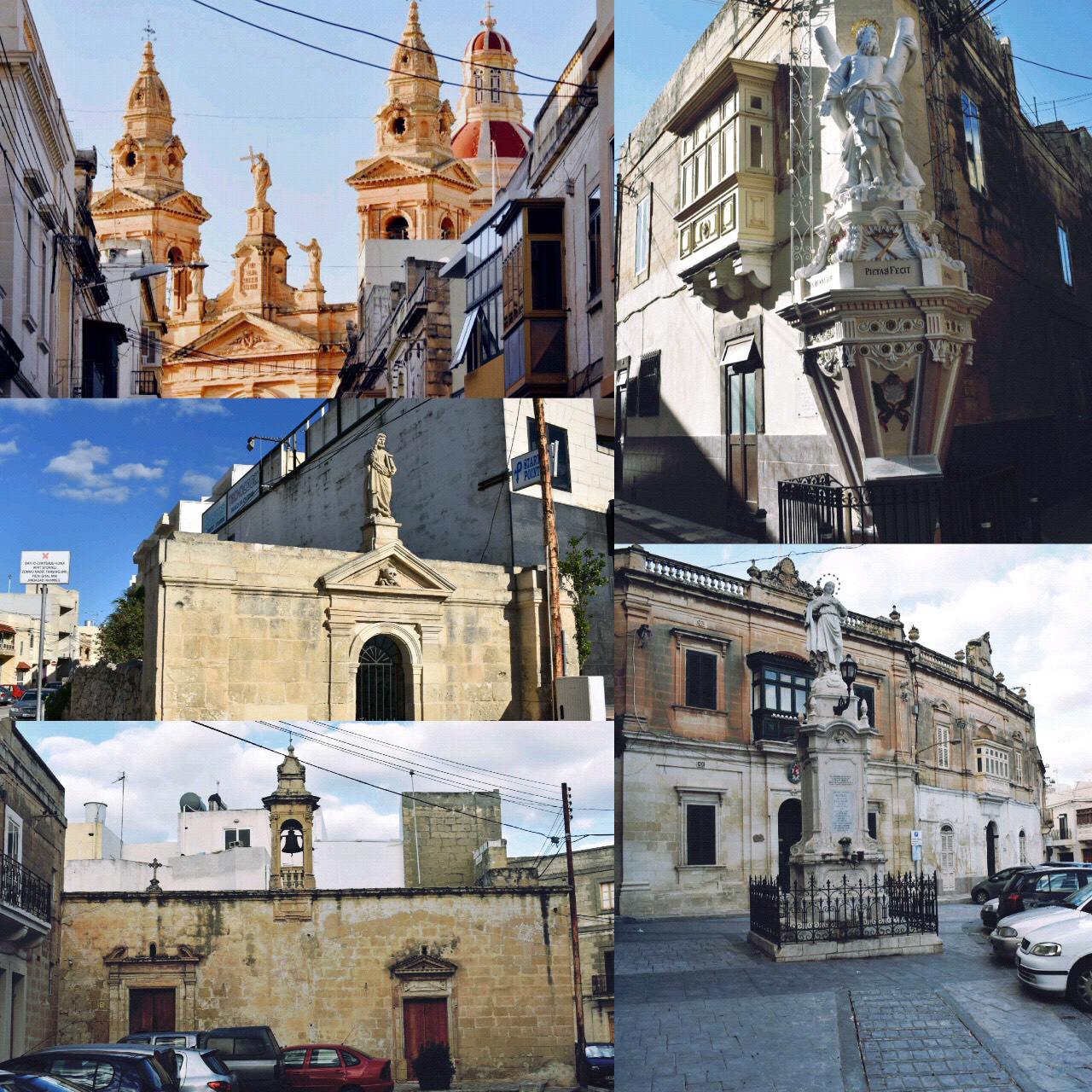
مواقع في اللُقَّة

تأسست اللُّقَّة كأبرشية منفصلة عن غودجا في 15 مايو 1634 بموجب مرسوم صادر عن البابا أوربان الثامن. في عام 1592 تعرضت قرية اللقى لوباء الطاعون الذي أصاب جميع سكان مالطة وتسبب في العديد من الوفيات. علامة على هذه الحلقة الحزينة هي المقبرة الموجودة في شارع الكرمل، الزقاق 4 حيث تم دفن الناس في حقل تغير إلى مقبرة.

## مناطق في اللقة
- العَامِرِيِّين (بالمالطية: Għammieri)
- الفَرُّوج (بالمالطية: Ħal Farrug)
- منطقة اللُّقَّى الصناعية
- التَّلُّ السُفْلَانِيّ (بالمالطية: Ta' Ħal Saflieni)
- تَلُّ الشَّعْكِي (بالمالطية: Taċ-Ċagħki)
- تَلُّ الشَّوْلَةِ (بالمالطية: Taċ-Ċawla)
- تَلُّ بَنْدِيرِيِّ (بالمالطية: Tal-Bandieri)
- وَادِي بَيْتِي (بالمالطية: Wied Betti)
- وَادِي الكَنَائِسِ (بالمالطية: Wied il-Knejjes)
- شَجَرَةُ الثِّمَار (بالمالطية: Xagħra tas-Simar)